# Kazuki Sawada
Kazuki Sawada (澤田 和樹 Sawada Kazuki?, nacido el 5 de junio de 1982 en Kanagawa) es un exfutbolista japonés. Jugaba de guardameta y su último club fue el FC Kariya de Japón.

## Trayectoria

### Clubes
| Club                 | País  | Año         |
| -------------------- | ----- | ----------- |
| Nagoya Grampus Eight | Japón | 2001 - 2002 |
| Denso                | Japón | 2001        |
| Ventforet Kofu       | Japón | 2002        |
| Mito HollyHock       | Japón | 2003        |
| FC Kariya            | Japón | 2004 - 2006 |